# Campeonato Mundial de Tiro al Plato de 1933
El II Campeonato Mundial de Tiro al Plato se celebró en Viena (Austria) en el año 1933 bajo la organización de la Federación Internacional de Tiro Deportivo (ISSF) y la Federación Austríaca de Tiro Deportivo.

## Resultados

### Masculino
| Evento         | Oro                                   | Plata                         | Bronce                           |
| -------------- | ------------------------------------- | ----------------------------- | -------------------------------- |
| Foso           | Sándor Lumniczer · Hungría · 298 pts. | Pal Dora · Hungría · 295 pts. | Sándor Dora · Hungría · 295 pts. |
| Foso (equipos) | Hungría ·                             | Dinamarca                     | Austria ·                        |

## Medallero
| Núm. | País      | Oro | Plata | Bronce | Total |
| ---- | --------- | --- | ----- | ------ | ----- |
| 1    | Hungría   | 2   | 1     | 1      | 4     |
| 2    | Dinamarca | 0   | 1     | 0      | 1     |
| 3    | Austria   | 0   | 0     | 1      | 1     |
|      | TOTAL     | 2   | 2     | 2      | 6     |